# Wittiza
Wittiza, olika skrivningar Witiza, Witica, Witicha, Vitiza eller Witiges. Han föddes omkring 687, död 710, var kung i västgotiska riket från 694 till 710. Han samregerade med sin far Egica till 702 eller 703.

## Gemensamt regerande
Wittizas far Egica  gjorde tidigt klart att hans avsikt var att säkra sin familjs rätt till tronen. Egica upphöjde sin son Witiza till medregent antingen 694 eller 695. Ett privilegiebrev daterat till Egicas sjunde regeringsår, från november 693 till november 694, omnämner Wittiza som medregent, är källan för att Wittiza blev medregent år 694, även om krönikan från år 754 placerar händelsen till år 698. Numismatisk analys av olika mynt stöder också antagandet att Wittiza regerade från 694. Wittizas utnämnande till kung sammanföll med Suniefreds revolt och kan ha varit antingen orsak till revolten eller en verkan av utnämningen.
Den 15 november år 700 blev Wittiza smord till kung i samband med 13-årsdagen av hans fars trontillträde. Detta utgör den sista posten i Chronica Regum Visigothorum, en visigotisk regeringslista. De sex åren mellan hans utnämning till medregent och hans smörjelse, som har tillmätts stor betydelse, förklaras troligen av att han blev myndig det året vid fjorton års ålder. Wittiza var Egicas son med Cixilo, som var dotter till den tidigare kungen Erwig. Cixilo avvisades av Egica i slutet av 687 efter ett kort äktenskap. Det gör att tiden för Wittizas troliga födelsedatum blir omkring 687.
Någon gång under Egicas och Wittizas gemensamma regeringstid gjorde en bysantinsk flotta en räd mot södra Hispanias kuster men drevs bort av Theudimer. Händelsens datering är omtvistad. Den kan ha inträffat som en del av Leontios expedition för att undsätta Karthago år 697 eller senare, omkring år 702 eller möjligen sent under Wittizas regeringstid. En pest bröt ut i Konstantinopel år 698 och den spred sig västerut över Medelhavet och nådde Hispania år 701. Hälsoläget var så allvarligt att de två visigotiska kungarna tvingades bort från huvudstaden Toledo. Möjligen var det under denna period Wittiza sändes av sin far för att regera i Tui över det svebiska riket. Egica överförde till sin son ansvaret för det tidigare Svebiska kungarikets territorium i den nordvästra delen av Pyrenéerna. Under vistelsen där bodde Witiza i staden Tui. Han sägs ha dödat Fafila, far till Pelayo, den senare grundaren av det asturiska riket, i Tui. Wittizas regeringstid i Tui nedtecknades av Alfons III:s krönika. Detta avfärdas ofta av forskare, men det finns numismatiska tecken som antyder att Wittiza regerat underriket men det är omstritt.
Egicas hälsa var skröplig i slutskedet av hans regeringstid, så Wittiza styrde troligen riket ensam före hans död. I november eller december 702 dog Egica och Witiza tog helt över styret.

## Ensam regent

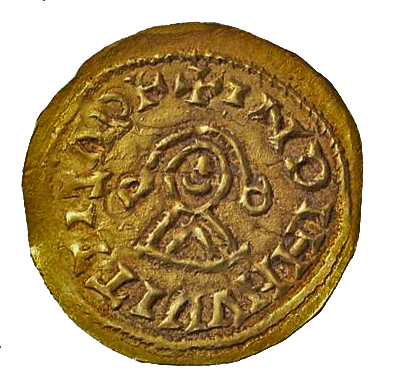
Mynt slaget i Braga under Wittizas styre

Egicas död kan dateras till 702 traditionellt, eller 703. Dateringen baseras på det faktum att Egica utfärdade en lag under sitt sextonde regeringsår, som började den 24 november 702.

### Eftergifter vid trontillträdet
Strax efter Egicas död hölls det artonde konciliet i Toledo under överinseende av Wittiza och ärkebiskopen av Toledo, som antingen var Gunderic eller Sindered. Konciliets handlingar är förlorade, men besluten kan ha varit mycket kontroversiella och lett till att de senare undertrycktes. Wittiza kan ha påtvingat konciliet att det katolska prästerskapet skulle ha rätt att gifta sig.
Det finns en referens i krönikan från 754 till att Wittiza befallde Sindered att utöva påtryckningar på det etablerade prästerskapet, men den exakta innebörden av detta är okänd. Det kan betyda att han utövade påtryckningar på det artonde konciliet för att ratificera Quinisext-konciliets beslut att tillåta präster att ingå äktenskap. Enligt Alfons III:s krönika upphävde Fruela I av Asturien (757–768) detta beslut. Den allmänna uppfattningen är att Wittiza ansträngde sig för att reformera förhållandena inom den katolska kyrkan i  riket.
En av Wittizas första åtgärder efter faderns död var att flera adelsmäns påtvingade exil upphävdes. Han återlämnade deras slavar och de fick tillbaka sin konfiskerade egendom och han återinsatte dem i deras ämbeten. Wittiza lät också bränna de skriftliga dokumenten mot dem offentligt. Det var förmodligen löften, avsägelser eller bekännelser som de landsflyktiga hade tvingats underteckna. Det kan också ha varit skuldavräkningar till statskassan. Wittiza återlämnade också mark som hans familj innehade till den kungliga kronan i enlighet med lagen. All denna aktivitet var förmodligen ett svar på klagomål som framförts mot hans fars styre och som han ansåg vara politiskt klokt att rätta till. Krönikan från 754 kallar Wittiza barmhärtig och kritiserar endast hans arvstillträde av tronen, förmodligen på grund av dessa åtgärder och i motsats till den mera hatade Egica.

### Lagstiftning
Under sina år som ensam regent utfärdade Wittiza två nya lagar och en reviderad version av Liber Iudiciorum. Även denna nyutgåva kan ha motiverats av den politiska situationen efter Egicas död, och Wittizas behov av att konsolidera sin auktoritet och få stöd från adeln och prästerskapet. Wittiza stiftade själv inte några lagar som ytterligare förtryckte judarna, men han upphävde förmodligen inte heller sin fars lagstiftning i det avseendet. I en krönika från 1200-talet av Lucas av Tuy anklagade han Wittiza för att lindra förtrycket av judarna och för att Wittiza sökte deras stöd. Lucas gör ett försök att smutskasta honom som en judeälskare. Lucas uttalande, trots att det kom till århundraden senare, har stärkts i sin trovärdighet av det faktum att Lucas var från Tui, den  stad i Galicien där Wittiza troligen regerade som underkung under sin far tidigare i sin ungdom. Folket i Tui kan ha haft en muntlig tradition eller kanske var historiska skrifter från det artonde konciliet i Toledo tillgängliga för Lucas på 1200-talet. En lag som oftast tillskrivs Egica och som föreskriver caldaria (kokande vatten) för dem som anklagas för stöld, oavsett hur liten summan är, har tillskrivits Wittiza av vissa forskare.

## Död, tronföljdskris och eftermäle
Wittizas regeringstid beskrivs på ett helt olika sätt i källorna. Den bästa källan är den mozarabiska krönikan som skrevs år 754. Den ligger nära händelserna i tiden och klassas som mest trovärdig i forskningen. Enligt denna krönika var Wittiza extremt populär och framgångsrik. Hans regeringstid beskrivs som en tid av fred och välstånd. Tiden lovordas också för Wittizas nåd och det är här det rapporteras att han rehabiliterade motståndare till sin far, som fadern hade exproprierat och landsförvisat, och återlämnade deras egendom till dem och förde en allmän försoningspolitik. Bilden i källan går inte ihop med pestepidemin år 702, hungersnöd och befolkningsminskning som skildras i artikeln om det visigotiska rikets sista tid.

Det historiska källmaterialet om Wittiza är magert. Krönikorna ger direkt motsatta åsikter om honom. Den mozarabiska krönikan beskrivning:
"efter att ha ärvt sin fars tron visade han sig vara en grälsjuk och högmodig man, men barmhärtig i högsta grad, och regerade i femton år. Han tog inte bara emot dem som hans far hade misstrott, utan även dem som var i exil för barmhärtighetens skull, och återupprättade ställningen som småvasaller. Wittiza gav till en början anledning till glädje genom att minska beloppet av den betungande tribut som hans far hade påtvingat, och som en gåva återlämnade han fromt landet till dem som hade fördrivits från det. Till slut kallade han alla till en plats och brände offentligt alla de förpliktelser som hans far hade avtvingat undersåtarna med oärliga medel. Han befriade inte bara de oskyldiga från deras starka bojor, utan återlämnade till och med deras tillhörigheter till dem, och det som konfiskerades av statskassan kompenserade han med kungens medel."
Ryska wikipedia omtalar att omkring år 701 drabbades den iberiska halvön av en epidemi, och mellan år 707 och 709 drabbades många människor av hungersnöd och pest. Under denna period skedde en betydande minskning av befolkningen i den visigotiska staten. Man beskriver sedan att eftersom det stora prästerskapet inte hade några ättlingar, kunde detta vara en orsak till att kungen ville tillåta prästerna att ingå äktenskap för att mildra Spaniens avfolkning. Möjligen försökte han också öka befolkningen genom sina åtgärder för att återföra de landsflyktiga.
Chronicon Moissiacense och Alfons III:s krönika, skrivna i slutet av 800-talet, liksom den efterföljande historieskrivningen, som följde i dessas spår dem beskriver hans regeringstid i helt andra ordalag. De beskriver Wittiza som en ondskefull person. Han påstås ha haft flera fruar och älskarinnor och förstörde kyrkan genom att beordra präster och även biskopar att ta sig hustrur. Genom dessa handlingar väckte han Guds vrede, och resultatet blev det visigotiska rikets fall genom den arabiska invasionen ett år efter Wittizas död.
Datumet för Wittizas död och slutet av hans regeringstid är okänd. De många bevarade regentlistorna ger ett dödsår 710, ibland med en dödsmånad i februari, medan krönikan från 754 antyder 711. Krönikan antyder att han mördades i en kupp ledd av Roderik med stöd av en fraktion av adelsmän. Andra menar att han dog en naturlig död. 710 var kungen fortfarande bara några år äldre än tjugo år gammal. Efter Wittizas död delades riket mellan rivaliserande tronpretendenter: Roderik hade stöd i söder och Achila II i norr. Achila kan ha varit en annan son till Wittiza och medregent från omkring 708 men detta är under förutsättningen att han var en omyndig barnkung eller att Wittiza inte var son till Cixilo. Andra menar att Wittiza efterlämnade två söner som inte var myndiga vid hans död.  Vid tiden för sin död "var han i högsta grad älskad av folket och lika hatad av prästadömet" sammanfattar krönikan. 
Ett och ett halvt århundrade senare var minnet av Wittiza inte positivt. Moissacs krönika, från cirka 818, skrev att Witicha deditus in feminis exemplo suo sacerdote ac populum luxuriose vivere docuit, irritans furorem Domini,  översatt Wittiza lämnade ett dåligt exempel för sitt prästerskap och sitt folk genom sitt okyska liv, och provocerade på så sätt Herrens raseri. Alfons III:s krönika nämner hans många fruar och älskarinnor och hur han förde fördärv till Hispania, medan krönikan från 754, skriven mindre än ett halvt sekel efter hans död, berättar att han förde med sig glädje och välstånd till riket. 